# Cipria

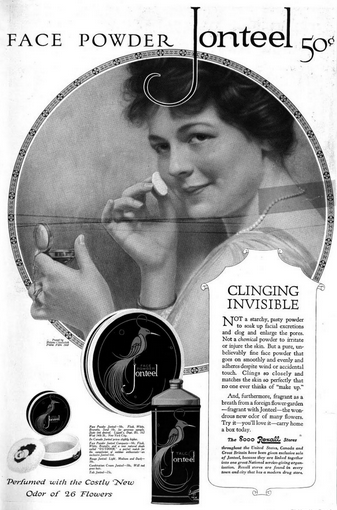
Una pubblicità alla cipria del 1919

La cipria (in origine detta polvere di Cipro) è un cosmetico profumato e colorato che ha, oggi, la finalità di opacizzare la pelle e fissare il trucco.
Nel XVIII secolo, era anche usata per spolverizzare le parrucche.

## Storia
La lessicografia dell'epoca di Paracelso dice che la polvere di Cipro è usata come profumo, tratta da semi dell'ambretta (hibiscus abelmocus) e che spande odore d'ambra. La cipria a base di riso è di origine cinese. Comparve in Europa a partire dal XV secolo e venne utilizzata in un primo tempo come colorante per capelli. Dal XVII secolo divenne uno dei prodotti di cosmesi più utilizzati. Il suo consumo crebbe significativamente quando la moda impose l'uso della cipria per parrucche maschili e femminili e, divenute desuete queste, di nuovo per i capelli naturali fino alla Rivoluzione francese. Durante la Rivoluzione Francese la cipria fu vietata perché veniva prodotta con la farina che veniva "sottratta al popolo".

### Origine del nome
Il termine “cipria” deriva da Cipro, l'isola del mar Mediterraneo che era in età classica consacrata alla dea della bellezza e dell'amore, Venere, allusivo dell'impiego del prodotto per far apparire più curate e quindi più belle le donne.
La cipria dà alla pelle il colore del rame, in latino cuprum con cui i Romani chiamarono Cipro (l'isola del rame), ove si estraeva il rame.

### Composizione
La cipria è un composto di caolino, amido, riso, carbonati (di bismuto, di zinco ed altri), coloranti e profumi. Veniva inizialmente venduto in sacchetti. Solo nel 1897 una legge obbligò gli operatori del settore a produrre ciprie in modo scientifico, senza rischi per le consumatrici.

### Economia
Nella seconda metà del XIX secolo nacque una vera e propria industria legata alla produzione di contenitori per cipria. Ciò che conteneva il prodotto doveva essere invitante quanto il prodotto stesso. I contenitori più in voga furono a lungo delle scatole, che le più grandi industrie di cosmetici facevano ideare da artisti e disegnatori. Nel design delle scatole di cipria si riflettono i periodi storici con le loro preferenze artistiche ed i materiali più utilizzati. Si trovano quindi scatole di pura Art déco o Art Nouveau, scatole in latta (1900-1920), in cartone o bachelite (1920-1950). A partire dagli anni cinquanta furono introdotti gli astucci metallici della società Max Factor.

## Utilizzo
Normalmente, la cipria viene scelta in base alla tonalità che meglio si accorda con la carnagione.
Le zone del corpo attualmente interessate in prevalenza dall'uso di cipria sono quelle che corrispondono alla base del naso, agli angoli della bocca e a tutta la zona del viso (fronte, naso e mento) comunemente chiamata dai truccatori professionali zona T.
Per applicarla correttamente, con un piumino o una spugnetta (a volte dotata in confezione), se ne tampona una piccola quantità sul viso partendo dal collo e risalendo verso la fronte dopo aver applicato il fondotinta, oppure direttamente dopo la crema da giorno nel caso in cui il fondotinta non venga usato.